# Renouée des oiseaux
Polygonum aviculare
Pour les articles homonymes, voir renouée.
Espèce
Classification phylogénétique
La Renouée des oiseaux (Polygonum aviculare) est une espèce de plantes à fleurs herbacées annuelles de la famille des Polygonaceae. Elle développe de nombreuses tiges qui très souvent forment un tapis sur le sol. Son aire d’origine couvre l’hémisphère Nord tempéré.
Adventice souvent envahissante, elle doit son nom à ses graines particulièrement appréciées par les oiseaux.
Elle accompagne les hommes partout où ils habitent, entoure leurs maisons, pousse dans leur jardin, et leurs champs. Comme elle supporte très bien le piétinement, on peut la trouver dans les rues ou dans les pelouses des villes, sur les bords de trottoir, au pied des arbres et au bord des parkings. Les oiseaux sont friands de ses graines et les abeilles de son nectar.

## Dénomination
La plante est également appelée centinode, trainasse, herniole, herbe aux cent nœuds.

### Sous-espèces
- Polygonum aviculare subsp. aviculare : Renouée des oiseaux
- Polygonum aviculare subsp. depressum (Meisn.) Arcang. : Renouée des graviers
- Polygonum aviculare subsp. rurivagum (Jord. ex Boreau) Berher in Louis : Renouée des champs.

## Synonymes
Selon POWO, elle a deux synonymes
- Centinodia avicularis (L.) Fourr.
- Centinodium aviculare (L.) Drejer

## Nomenclature et étymologie
L’espèce a été décrite et nommée Polygonum aviculare par Linné en 1753 dans Species Plantarum 1: 362–363.
Le nom de genre Polygonum est un phytonyme latin polygonum, ayant plusieurs acceptions : 1. « renouée des oiseaux » (Pline 27, 113), 2. autre espèce de renouée  (Pline, 27, 107) 3. prêle (Pline, 27, 107) etc. ; emprunté au grec πολυγονος polygonos « qui a beaucoup de fruits ».
L’épithète spécifique aviculare est un mot latin signifiant « lié aux petits oiseaux, oisillon », dérivé du latin avicula « petit oiseau » car les graines de cette espèce sont très appréciées des oiseaux.

## Description
Plante herbacée annuelle glabre, très polymorphe, à nombreuses tiges grêles, très souvent étalées au sol. Plante très variable pouvant être très étalée au sol ou de 10 à 60 cm de haut.
Ses tiges très nombreuses, couchées, noueuses qui forme un tapis (tiges traçantes) valent à la plante d'être appelée trainasse ou herbe aux cents nœuds.
Les feuilles ont un lime vert à gris-vert, elliptiques-lancéolées, alternes, de 1–4 × 0.4–8(1.8) cm, munies d' une gaine membraneuse lacérée au sommet (ochréa), roulées en cigare sur la face inférieure, à pétioles courts.
La floraison s'étale de mai à novembre.
Les fleurs, blanchâtres ou rosées, solitaires ou groupées par deux à quatre à l'aisselle des feuilles ; 6-7 étamines et 3 styles libres. Elles sont hermaphrodites.
Le fruit à 3 angles, brun, terne, est marqué de fines stries longitudinales. Il ne dépasse pas le calice à la maturité et ne mesure guère que 2,5 mm de longueur.
Polygonum aviculare est un complexe polyploïde taxonomiquement controversé d'annuelles autofécondées. Bien que les membres du complexe aient été considérés comme des consanguins, ils possèdent certaines structures qui rendent possible la pollinisation croisée.

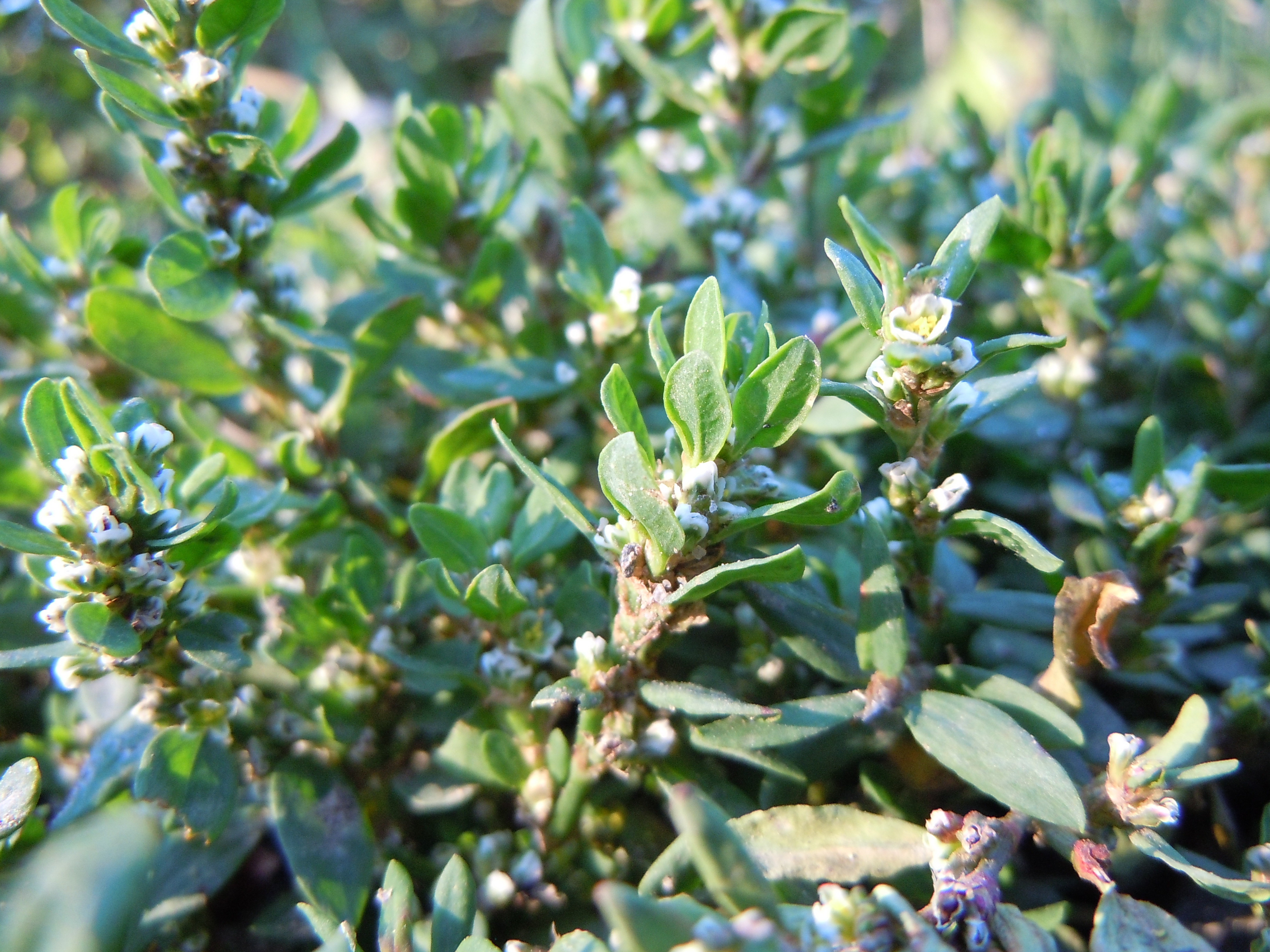
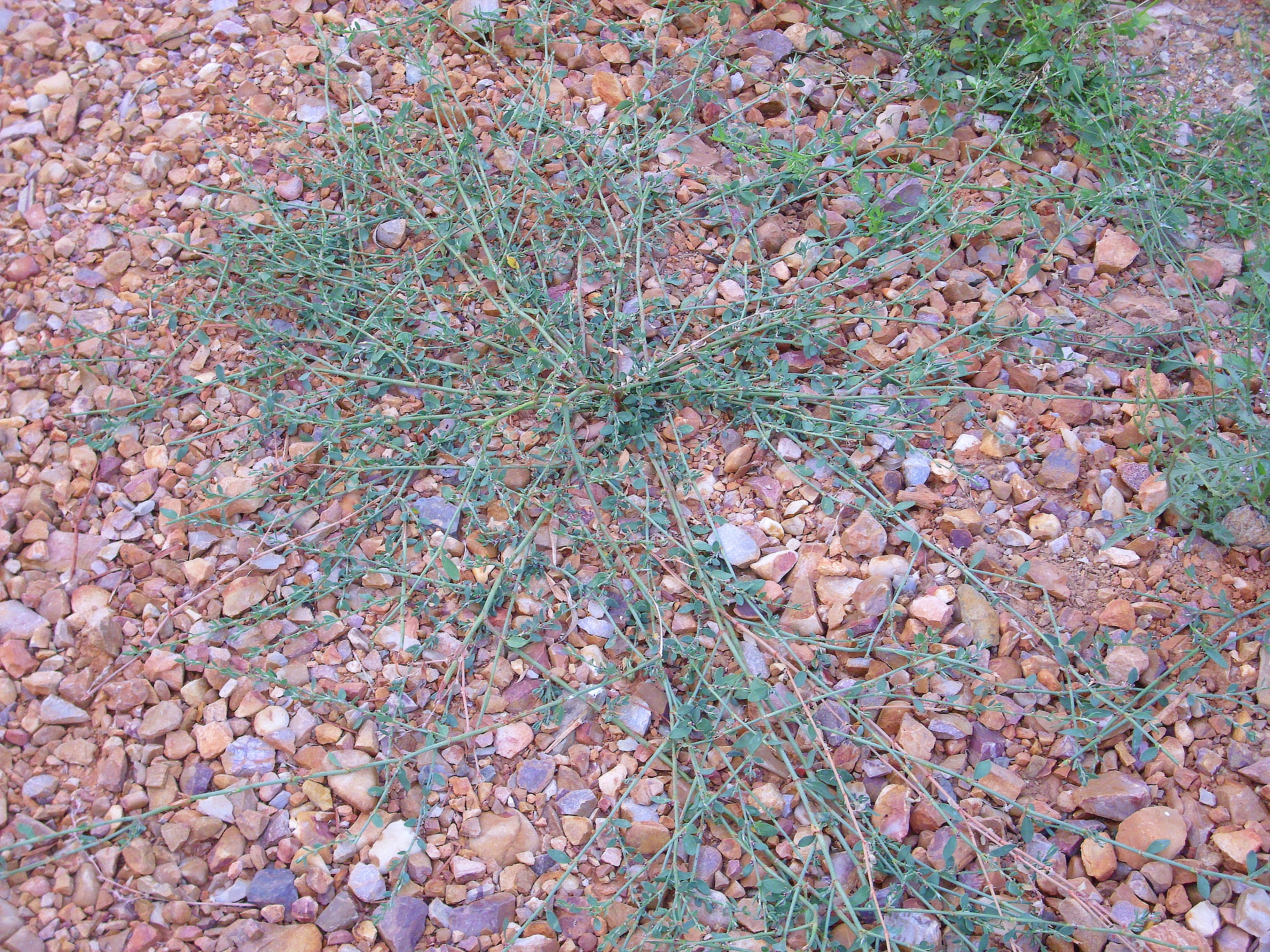
Habitus rampant
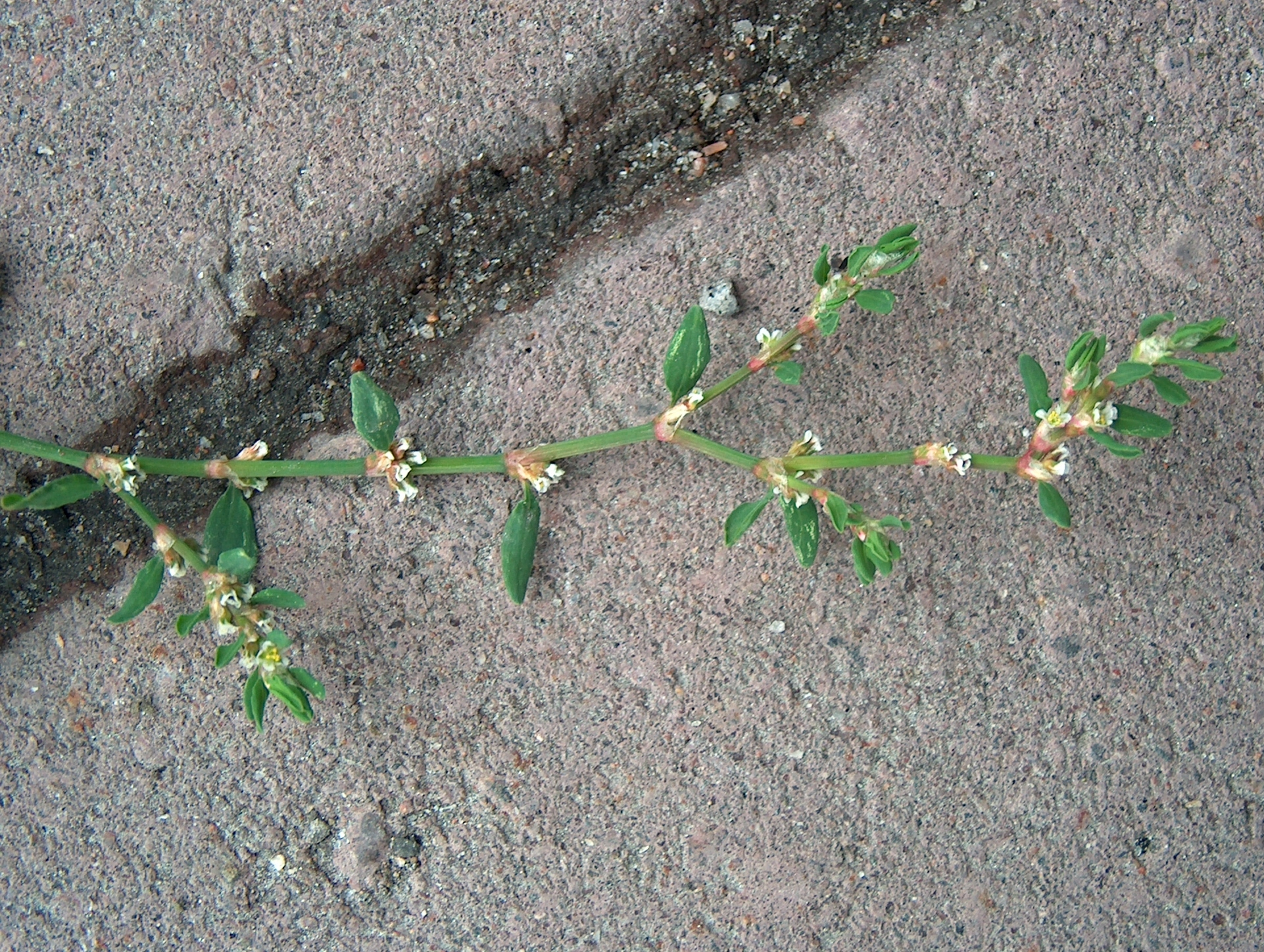
Tige fleurie
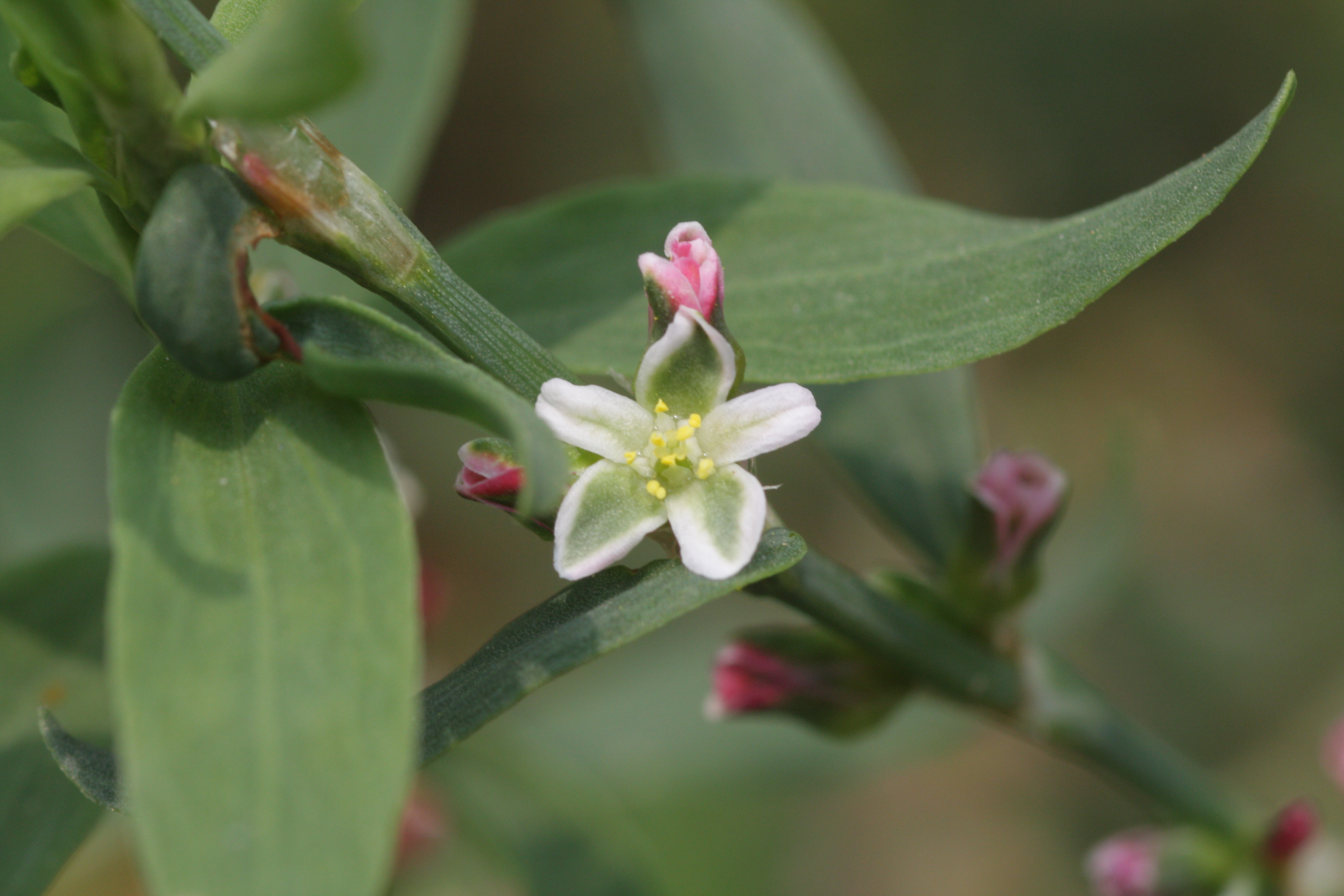
Fleur
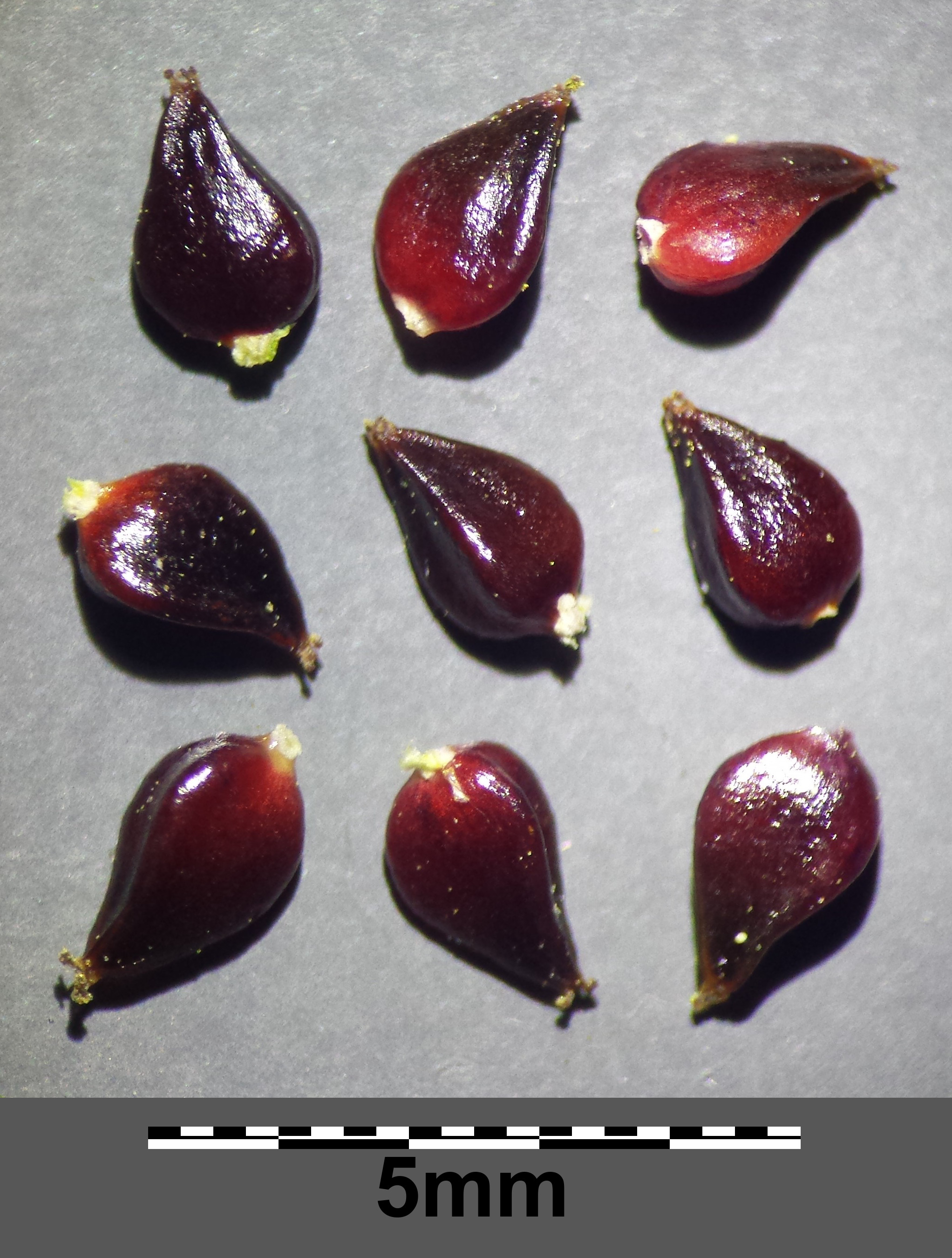
Fruits

## Habitats

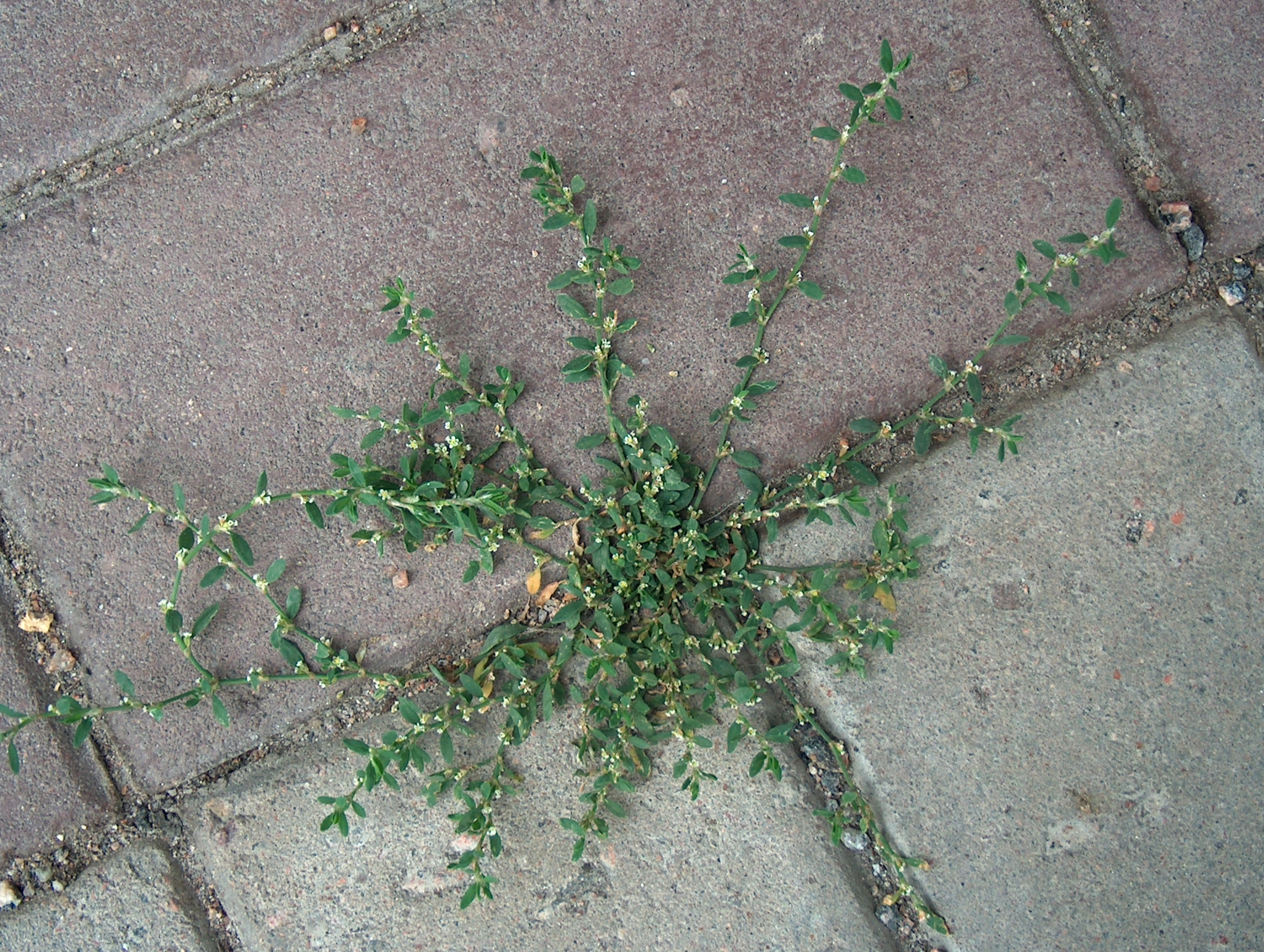
Forme rampante

Elle est très fréquentes dans les jachères, les bords des chemins, les interstices de toutes sortes. Elle accompagne les hommes partout où ils habitent, entoure leurs maisons, pousse dans leur jardin, et leurs champs. Comme elle supporte très bien le piétinement, on peut la trouver dans les rues ou dans les pelouses des villes, au pied des arbres et au bord des parking.

## Distribution
Selon POWO, l’espèce est originaire d’une vaste région de l’hémisphère Nord tempéré : Amérique du Nord, Eurasie (de l’Europe à la Sibérie orientale, Asie centrale, Chine, Moyen Orient), Afrique du Nord (du Maroc à l’Égypte, Arabie).
Elle a été introduite Au Mexique et dans une grande partie de l’Amérique du Sud.

## Utilisations
C'est une plante mellifère et médicinale : utilisée contre diarrhée, goutte, hémorroïdes et rhumatismes, elle est astringente, apaisant cutané, vermifuge et diurétique,[source insuffisante].
Elle est appétente pour les bovins et les équidés.

## Symbolique

### Calendrier républicain
Dans le calendrier républicain, la Traînasse (un des noms de la renouée des oiseaux) était le nom attribué au 24e jour du mois de pluviôse.